# Das verschleierte Bild von Groß-Kleindorf
Das verschleierte Bild von Groß-Kleindorf è un cortometraggio muto del 1913 diretto da Joe May.

## Produzione
Il film fu prodotto dalla Continental Kunstfilm GmbH.

## Distribuzione
Il film - un cortometraggio in due bobine - uscì nelle sale cinematografiche tedesche il 26 dicembre 1913. È conosciuto anche con il titolo Die Mona Lisa von Groß-Kleindorf.